# Гермокабина
Герметичная кабина (сокр. гермокабина) — изолированное от внешней среды помещение (отсек), как правило — на транспортном средстве.
Герметичные кабины имеют практически все самолёты, предназначенные для полётов на высотах более 3000 м, специальные автомобили (например, военные машины, предназначенные для работы в условиях химической, атомной или иной атаки), а также скоростные поезда, в салоне которых при проезде путепроводов, тоннелей или встрече с другими поездами возникают скачки давления из-за уплотнения воздуха между поездом и близко проносящимся объектом.
В авиации
Гермокабина на самолёте — усиленная часть конструкции фюзеляжа, имеющая систему уплотнений на дверях, люках и сдвижных форточках. На некоторых (военных) самолётах используются так называемые шланги герметизации, в которые в закрытом положении закачивается сжатый воздух, шланг надувается и плотно заполняет все конструктивные пустоты (скажем, входного люка). Все заклёпочные и болтовые соединения в конструкции кабины промазаны при изготовлении герметиком.
Для разделения герметичной и негерметичной частей фюзеляжа в конструкции используются гермошпангоуты.
Для поддержания нормального давления воздуха и температурного режима в гермокабине на борту летательного аппарата имеется система кондиционирования воздуха, обеспечивающая постоянную подачу пригодного для жизнедеятельности воздуха (т.н. наддув).
Для контроля давления воздуха в гермокабине применяются приборы контроля перепада давления — то есть разницы давления воздуха в кабине относительно давления воздуха во внешней среде.
Герметичным на военно-транспортном самолёте может быть не только кабина пилотов, но и грузовой отсек (напр. в Ил-76), для возможности перевозки десантников.